# 前194年
| 千纪： | 前1千纪 |
| 世纪： | 前3世纪 \| 前2世纪 \| 前1世纪                                                                                         |
| 年代： | 前220年代 \| 前210年代 \| 前200年代 \| 前190年代 \| 前180年代 \| 前170年代 \| 前160年代                               |
| 年份： | 前199年 \| 前198年 \| 前197年 \| 前196年 \| 前195年 \| 前194年 \| 前193年 \| 前192年 \| 前191年 \| 前190年 \| 前189年 |
| 纪年： | 西汉汉惠帝元年 |

## 大事记
- 燕人卫满灭箕子朝鲜，建卫氏朝鲜。
- 楚元王、齊悼惠王來朝。宴席中，孝惠帝事齊王以家人禮，呂太后大怒，欲殺齊王。後齊王獻邑于魯元公主方得脫。

## 逝世
- 盧绾，沛郡丰邑（今江苏省丰县）中阳里人，西汉时期异姓诸侯王之一。